# 1969年葡萄牙議會選舉
1969年10月26日，葡萄牙舉行了其國會共和國議會的選舉。.新上任的總理馬爾塞洛·卡埃塔諾在此次選舉中連任，其所屬的 國民聯盟以88.1%的得票率贏得了共和國議會130席中的全部席次。該次選舉的投票率為62.5%。

## 選舉制度
《1933年葡萄牙憲法》規定葡萄牙所有的18個選區皆採用政黨名單制進行選舉，選民將會投票給名單上的政黨，而在選區中取得相對多數票的政黨名單將贏得選區內的所有席次。如果選民想要選出名單上的某個特定候選人，則可以在選票上劃掉候選人的名字。
1958年的選舉法中規定了所有成年且識字的公民皆享有普選權，但非正式地限制了女性的投票權。所有出生在葡萄牙且在選舉前五年內居住於該國的居民都允許參選。
儘管如此，由於在新國家體制成立後一直有對選民的操縱和對反對派候選人的騷擾行為，導致許多反對派候選人退選。在選舉結束後，政府取締且解散了兩個反對派組成的選舉聯盟。

## 政黨
主要參與的選舉聯盟及其各自的領導人:
- 葡萄牙民主运动/民主选举委员会 (CDE), 弗朗西斯科·佩雷拉·德莫拉
- 君主派選舉委員會 (CEM), 恩里克·巴里拉羅·魯阿斯
- 國民聯盟 (UN), 馬爾塞洛·卡埃塔諾
- 聯合民主選舉委員會 (CEUD), 馬里奧·蘇亞雷斯

## 結果

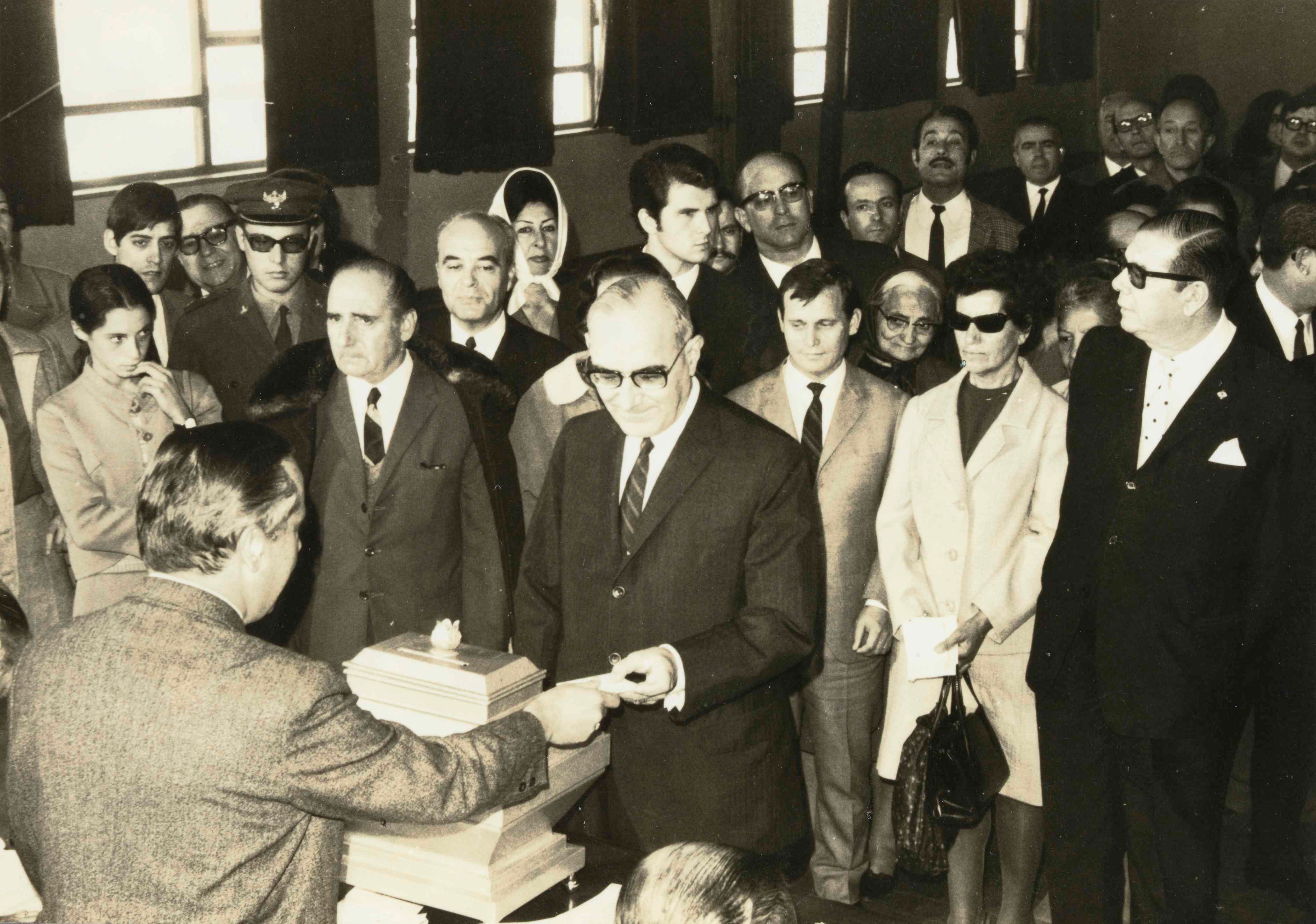
Marcelo Caetano casting his ballot.

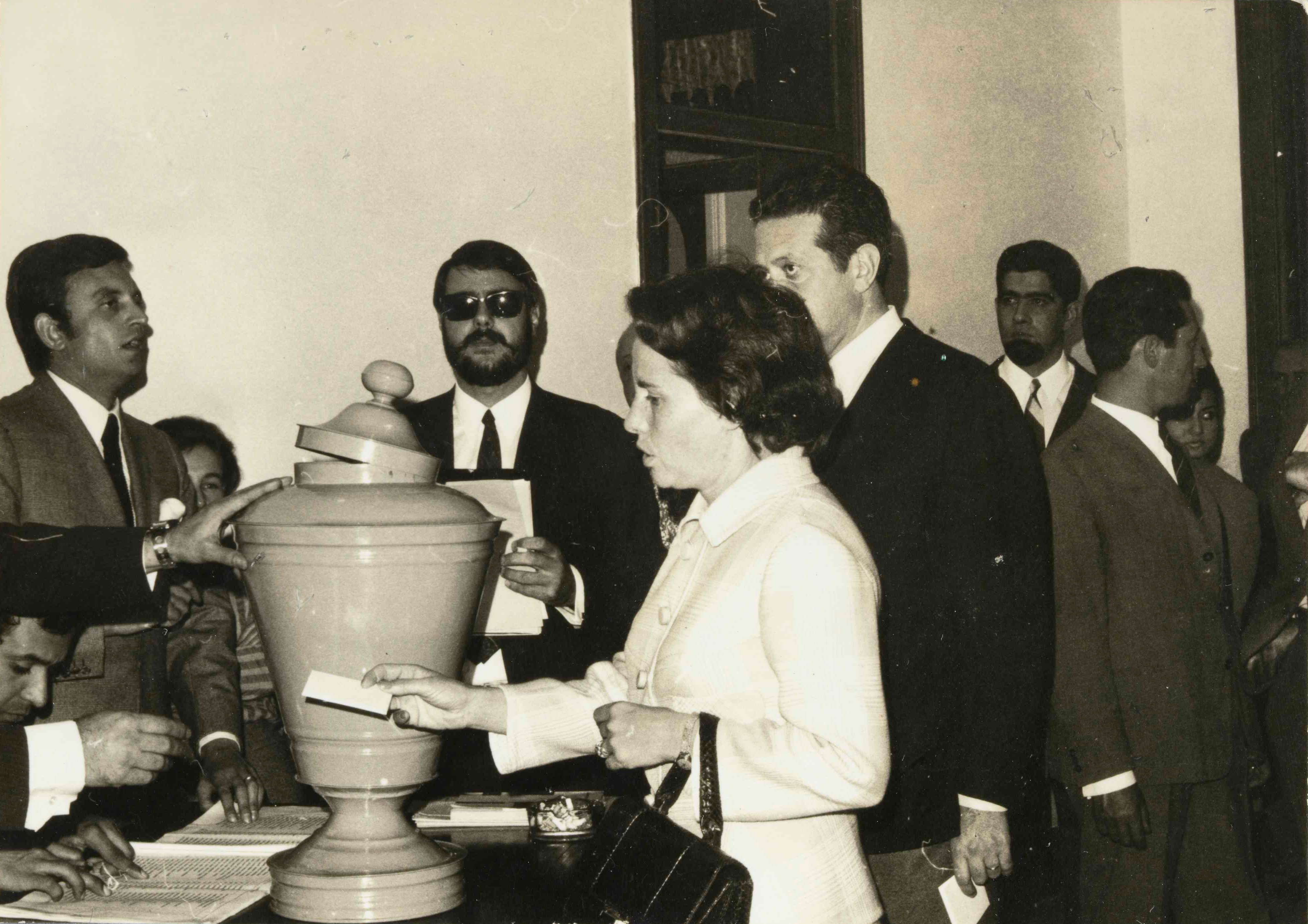
Mário Soares and his wife, Maria Barroso, casting their ballots.

| 政党                                | 政党                          | 票数      | %      | 席数 |
| ----------------------------------- | ----------------------------- | --------- | ------ | ---- |
|                                     | 國民聯盟                      | 981,263   | 88.07  | 130  |
|                                     | 葡萄牙民主运动/民主选举委员会 | 114,745   | 10.30  | 0    |
|                                     | 國民聯盟                      | 16,863    | 1.51   | 0    |
|                                     | 君主派選舉委員會              | 1,324     | 0.12   | 0    |
| 总共                                | 总共                          | 1,114,195 | 100.00 | 130  |
|                                     |                               |           |        |      |
| 有效票数                            | 有效票数                      | 1,114,195 | 99.91  |      |
| 无效及空白票数                      | 无效及空白票数                | 1,053     | 0.09   |      |
| 总票数                              | 总票数                        | 1,115,248 | 100.00 |      |
| 已登记选民／投票率                  | 已登记选民／投票率            | 1,784,341 | 62.50  |      |
| 资料来源：Inter-Parliamentary Union |                               |           |        |      |

## References
1. ↑  Nohlen, D & Stöver, P (2010) Elections in Europe: A data handbook, p1542 ISBN 978-3-8329-5609-7
2. ↑  Portugal Inter-Parliamentary Union